# Chondrorhyncha
Chondrorhyncha là một chi thực vật có hoa trong họ Orchidaceae.